# ويلي مانويل
ويلي مانويل هو قاضي ومحامي وسياسي أمريكي، ولد في 28 أغسطس 1927 في أوكلاند في الولايات المتحدة، وتوفي بنفس المكان في 5 يناير 1981.

## سيرته الشخصية
وُلد مانويل في أوكلاند بكاليفورنيا ، ونشأ بالقرب من شارعي وارد ودوهر في جنوب بيركلي ، وتلقى تعليمه في المدارس العامة. بعد تخرجه في عام 1945 من مدرسة بيركلي الثانوية درس في جامعة كاليفورنيا ، بيركلي